# Kenguri
La Kenguri est une race de mouton domestique originaire d'Inde. Elle appartient au groupe des races à poils d'Inde du Sud et est élevée pour sa viande.

## Origine et distribution
Le Kenguri est originaire du nord-est du Karnataka, principalement des districts de Koppal et Raichur où il est bien adapté à l'aridité de la région.
Son nom vient de sa couleur. Il a pour base les mots kemp (rouge) et kuri (mouton) de la langue Kannada. Il est également connu sous divers nom comme Tenguri (de teng = noix de coco) mais aussi Kangania, Keng, Kenga, Teng-Seemai, Tonguri, Yalag,,.
Le gouvernement indien reconnaît la Kenguri comme race en 2010.

## Description
Le Kenguri est un mouton de taille moyenne, couvert d'une toison de poils généralement rouge. Certains animaux peuvent être blanc, noir ou pie. Les éleveurs distinguent certains types de moutons en fonction de la couleur du pelage. Ainsi les animaux présentant un ventre noir sont nommés Jodka et ceux ayant un pelage mélangeant le noir et le brun sont des Masaka. Les oreilles sont longues (14 cm) et la queue courte (10 cm). Le bélier pèse en moyenne 52 kg pour une hauteur de 81 cm au garrot. Les plus gros peuvent atteindre 92 cm pour 72 kg. La brebis pèse autour de 36 kg. Le mâle porte des cornes d'environ 34 cm qui peuvent atteindre 48 cm. Les femelles n'en ont pas en général. Chez les rares brebis qui en portent, elles ne dépassent pas les 10 cm.

## Élevage et production
Les agnelages ont principalement lieu entre septembre et novembre. La brebis met bas un seul agneau, les jumeaux sont rares. Le petit pèse entre 2,5 et 2,7 kg à la naissance. Les troupeaux pâturent le matin et le soir. L'été, aux heures les plus chaudes, les animaux sont mis à l'abri pour protéger les jeunes. Le taux de mortalité chez les agneaux est de 8 à 10 %. Un troupeau peut parcourir jusqu'à 12 km dans la journée pour rechercher sa nourriture (chaume, bords de route...).
La race est principalement élevée pour sa viande. La production de lait est pratiquement inexistante. Dans le cas où l'agneau est mort né ou a été vendu, la brebis est traite et le lait sert à la consommation personnelle. Il est rarement vendu.

## État de la population
Depuis les années 1960, la population de Kenguri est en augmentation. Pouvant fournir plus de viande que d'autres races locales, la Kenguri connaît un engouement au début du XXIe siècle et son élevage se développe dans le sud du Karnataka. Les animaux sont élevés séparément des autres races et les individus hybrides restent rares,,.
En 2007, la FAO classe la race au statut « non menacé ».

#### Articles
- [Naveen Kumar 2013] (en) G.S. Naveen Kumar, W.S. Ruban, M.C. Pradeep et M.C. Shivakumar, « A study on Kenguri as Mutton Breed of Sheep in Southern Karnataka, India », Middle-East Journal of Scientific Research,‎ janvier 2013, p. 5-8 (ISSN 1990-9233, DOI 10.5829/idosi.mejsr.2013.13.1.6452, lire en ligne  [PDF])